# Cizí jazyk (film, 2024)
Cizí jazyk (původní název Langue étrangère) je francouzsko-belgicko-německý koprodukční film režisérky Claire Burger z roku 2024.

## Příběh
Fanny (Lilith Grasmug) je plachá patnáctiletá dívka žijící ve Štrasburku. Její život je plný osamělosti a nepochopení. Zásadní změna přichází poté, co navštíví v rámci výměny svou korespondenční kamarádku Lenu (Josefa Heinsius) v Lipsku. Dívky kromě vzájemného obdivu a příklonu k politickému aktivismu, kterým Lena žije, postupně začně přitahovat i hlubší pouto. Fanny si chce Lenu získat a začne si vymýšlet alternativní realitu svého života, až se začne do svých lží osudově zaplétat.

## Produkce
Scénář napsala režisérka filmu Claire Burger společně s režisérkou a scenáristkou Léou Mysius (mmj. scenáristka filmů Ava, Emilia Pérez). Natáčení začalo 20. března 2023 v Lipsku a ve Štrasburku, skončilo 6. května 2023 v severovýchodní Francii a v německém Sasku.

## Štáb
- Režie: Claire Burger
- Scénář: Claire Burger, Léa Mysius

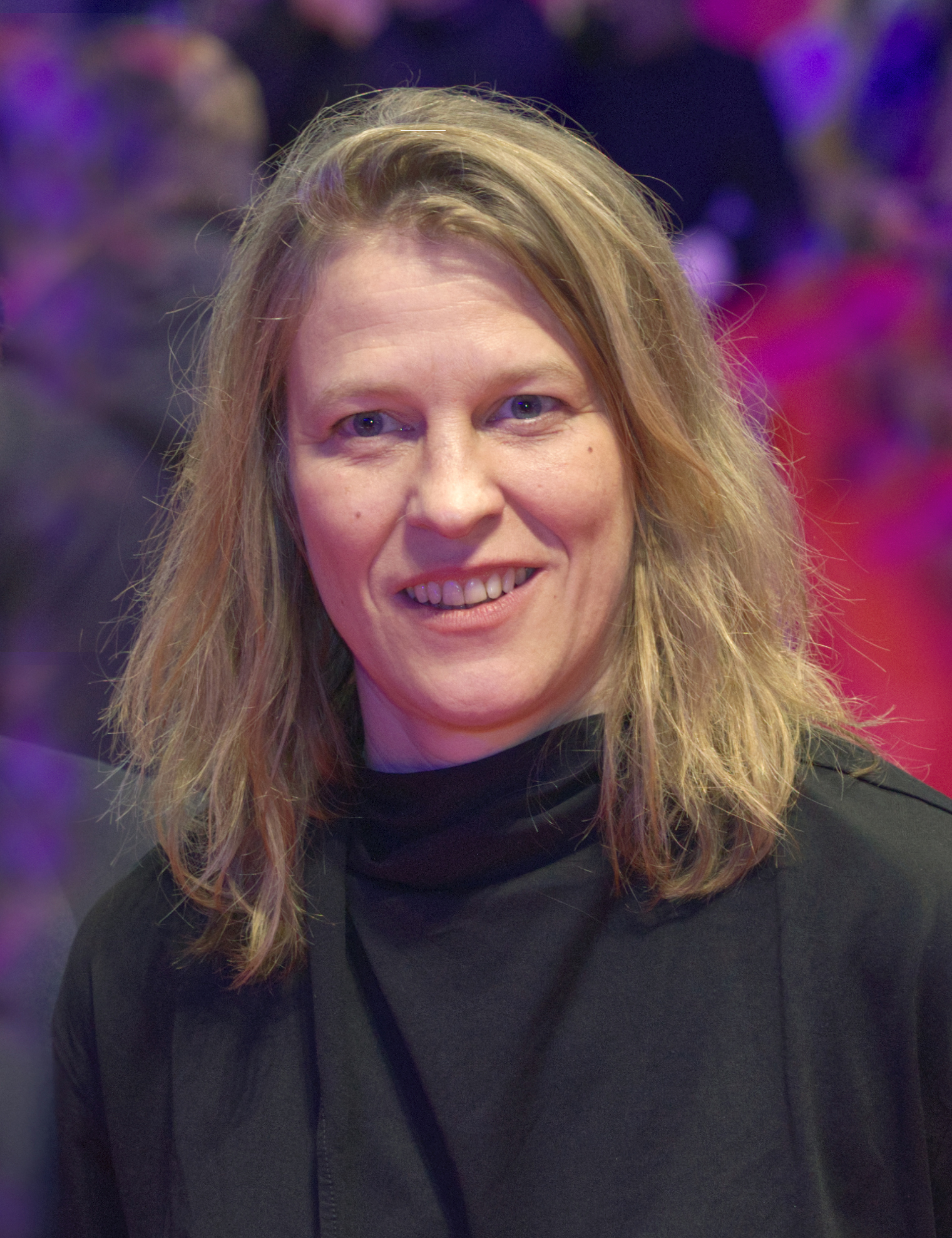
Režisérka Claire Burger

- Produkce: Marie-Ange Luciani (Le Films de Pierre), Razor Film Produktion GmbH, Les Films du Fleuve, Arte France Cinéma, Mitteldeutscher Rundfunk
- Kamera: Julien Poupard
- Střih: Frédéric Baillehaiche
- Hudba: Rebeka Warrior
- Hrají: Josefa Heinsius (Lena Schreber), Lilith Grasmug (Fanny Brussieux Ait Chergui), Nina Hoss (Suzanne Schreber), Chiara Mastroianni (Antonia Brussieux) a další

## Uvedení
Snímek byl v premiéře uveden na 74. ročníku Mezinárodního filmového festivalu Berlinale v Berlíně v roce 2024. Do českých kin film uvádí společnost Film Europe 19. června 2025.

## Příjetí
Peter Debruge z Variety uvádí, že se nejedná jen o „další z mnoha filmů o mladé lesbické lásce. Režisérka Claire Burger se dotýká širších témat vzájemných vztahů dvou sousedních zemí, Německa a Francie, osmdesát let od druhé světové války.“ Nicolas Bell in Ion Cinema zmiňuje, že „úspěch filmu spočívá především na výkonech obou hlavních představitelek Lilith Grasmugové a Josefy Heinsiusové.“